# Upiór górski
Upiór górski (Emballonura monticola) – gatunek ssaka z podrodziny upiorów (Emballonurinae) w obrębie rodziny upiorowatych (Emballonuridae).

## Taksonomia
Gatunek po raz pierwszy zgodnie z zasadami nazewnictwa binominalnego nazwał w 1838 roku holenderski zoolog Coenraad Jacob Temminck nadając mu nazwę Emballonura monticola. Holotyp pochodził z góry Munara, na Jawie, w Indonezji.  
Autorzy Illustrated Checklist of the Mammals of the World uznają ten gatunek za monotypowy. 

### Etymologia
- Emballonura: gr. έμβάλλω emballō „rzucać się”; ουρα oura „ogon”[9].
- monticola: łac. monticola „mieszkaniec gór”, od mons, montis „góra”; -cola „mieszkaniec”, od colere „mieszkać”[10].

## Zasięg występowania
Upiór górski występuje na półwyspie tajsko-malajskim, Sumatrze, Borneo, Jawie, Celebes i kilku wyspach przybrzeżnych (Mergui, Adang, Rawi, Langkawi, Redang, Tioman, Aur i Wyspy Karimata); jego zasięg obejmuje także Simeulue, Babi, Nias, Wyspy Batu (Tanahbala), Wyspy Mentawai (Siberut i Sipora), Enggano, Wyspy Anambas, Wyspy Natuna, Archipelag Riau, Bangka i Belitung; być może wyspa Buton.

## Morfologia
Długość ciała (bez ogona) 40–47 mm, długość ogona 11–14 mm, długość ucha 12–13 mm, długość przedramienia 38–45 mm; masa ciała 4,5–7 g. 

## Ekologia

### Tryb życia
Występuje w wilgotnych lasach równikowych. Upiór górski przysypia dzień w dziuplach lub szczelinach skalnych, zwykle w zwartych grupach liczących około 12 osobników. O zmroku wszystkie jednocześnie wyruszają w poszukiwaniu pokarmu, i mniej więcej wraz ze wschodem słońca powracają na ich obyte miejsce. Polują na owady w koronach drzew, a ponadto zjadają również owoce i kwiaty. 

### Rozmnażanie
O rozrodzie tych zwierząt wiadomo niewiele, ale prawdopodobnie nie mają żadnego stałego okresu godowego. Samica zawsze rodzi 1 młode.